# 大北山国家森林公园
大北山国家森林公园位于广东省揭阳市揭西县南山镇、莲花山脉南麓，是以揭西县的国有林场——大北山林场建立的森林公园。所在区域以北山农林场之名，列为揭西县下辖的一个类似乡级单位。
1958年，大北山林场（或称北山林场）建立。1998年，大北山林场开工建设茶厂，后因时任场长犯贪污罪、票据缺失，未能竣工验收。2001年，经广东省林业局批准，依托国营大北山林场场部设立省级森林公园，引进企业对公园进行保护性开发。2006年时，由深圳安远投资集团公司投资3亿元人民币进行建设。2009年，评定为国家森林公园。
2019年时，大北山林场是揭阳市的七个县属国有林场。人员编制和领导职数为11名，经费按财政补助二类（事业单位）拨付，但是经费未落实。揭西县人民政府在此前已将大北山林场托管给深圳安远投资集团管理。因揭西县未报告，故揭阳市林业局未掌握具体情况。

## 园区
园区内，年平均气温为18至20摄氏度，森林覆盖率85%以上，常见植物有148科700多种，野生动物种类繁多。园区内共有70多座山峰，平均海拔700多米。主要景观有：十八湾瀑布、龙潭崆瀑布、九县岽、天子壁、贼营石壁凿诗、北山日出、北山枫林、福建松柏树以及毛竹园、茶园风光等。有大北山水库。

### 面积
大北山林场总面积为3401.9公顷，大北山国家森林公园占地面积5.2万畝。国家统计局网站上，北山农林场下辖以下地区：
北山农林场虚拟社区。